# 協進印刷
株式会社協進印刷（きょうしんいんさつ）は、東京都世田谷区に本社を置く包装資材製造メーカー。内部に緩衝機構を持ち内容物の瓶の破損を防止する医薬品包装、改竄防止機能を紙だけで実現しリサイクルを容易にした歯磨きチューブ用カートンなど、複雑な構造を持つ包装製品を手がけており、食品、医薬品、日用雑貨など幅広い分野で日本パッケージングコンテストの各賞を多数受賞している。

## 沿革
1957年に墨田区の紙器業「協進社」（明治35年創業、平成22年解散）より独立し、株式会社「協進社 世田谷工場」として設立されたのが始まりである。1972年からは小西六写真工業の複写機向け感光材料の加工・包装も行っていた。
- 1957年 - 株式会社協進社世田谷工場を設立
- 1982年 - 社名を「株式会社 協進印刷」に変更
- 1997年 - 本社新社屋竣工
- 2000年 - 福生工場1期工事新築工事完成竣工
- 2007年 - 日本パッケージングコンテスト 日用品・雑貨包装部門賞 受賞・包装アイデア賞 受賞
- 2008年 - 福生工場2期・3期新築工事完成竣工
- 2008年 - 日本パッケージングコンテスト 包装アイデア賞 受賞
- 2009年 - 印刷品質検査装置を全UV印刷機へ設置
- 2009年 - 日本パッケージングコンテスト 日用品・雑貨包装部門賞 受賞
- 2010年 - 日本パッケージングコンテスト 日用品・雑貨包装部門賞 受賞・包装アイデア賞 受賞
- 2011年 - 創業60周年
- 2011年 - 日本パッケージングコンテスト テクニカル包装賞 受賞・トイレタリー包装部門賞 受賞
- 2012年 - CTPシステム 更新・ランクス検査装置 導入
- 2012年 - 日本パッケージングコンテスト テクニカル包装賞 受賞
- 2013年 - 日本パッケージングコンテスト 経済産業省産業技術環境局長賞 受賞・菓子包装部門賞 受賞
- 2014年 - 世界包装機構 2014ワールドスター賞 受賞・日本パッケージングコンテスト テクニカル包装賞 受賞
- 2015年 - 日本パッケージングコンテスト 適正包装賞 受賞・包装アイデア賞 受賞・日本パッケージデザイン大賞 記念品部門金賞 受賞
- 2016年 - ドイツハイデルベルグUV6色オフセット印刷機 導入・スイスボブストEXPERTCUT打抜機 導入
- 2017年 - 世界包装機構 2017ワールドスター賞 受賞・日本パッケージングコンテスト 日用品・雑貨包装部門賞 受賞
- 2017年 - 東京商工会議所主催 第15回「勇気ある経営大賞」特別賞 受賞
- 2018年 - インターフェックス出展・Webサイトリニューアルオープン
- 2018年 - 日本パッケージングコンテスト 公益財団法人 共用品推進機構理事長賞 受賞

## 注
1. ↑  「包装設計のチカラ 開発担当者に一問一答 株式会社協進印刷」『月刊カートン&ボックス』第31巻第1号、日報アイ・ビー、2012年1月、12-13頁、ISSN 0916-4960。
2. ↑  「需要開拓のキーマンになる 事例に見る紙器設計の”強化書”」『月刊カートン&ボックス』第29巻第11号、日報アイ・ビー、2010年11月、10-11頁、ISSN 0916-4960。
3. ↑  『官報』号外第187号、平成22年9月6日、57ページ。
4. ↑  『第7版 印刷企業調査録〔東京・神奈川・千葉・埼玉〕』1978年版、丸之内リサーチセンター、72-73ページ。
5. ↑  『'82 印刷企業年鑑No.1』、矢野経済研究所、1982年、176ページ。